# Янкович, Божидар
Бо́жидар Я́нкович (7 декабря 1849 — 7 июля 1920) — сербский военный деятель, генерал.

## Биография
Янкович родился в 1849 году в Белграде, окончил артиллерийское училище. Служил в инженерных войсках, участвовал в сербо-турецкой войне.
Во время русско-турецкой войны 1877—1878 годов адъютант полка. Был профессором Военной академии.
В 1883 году направлен на службу в Генштаб сербской армии. Во время войны с Болгарией в 1885 году офицер штаба верховного командования.
С 1893 года на различных командных должностях в сербской армии.
В 1901 году был военным министром Сербии.
С 1901 года в отставке.
С началом Балканских войн вновь возвратился в армию и был назначен командующим 3-й сербской армией. 
После начала Первой мировой войны генерал Янкович был направлен в Черногорию с группой сербских офицеров для налаживания взаимодействия между сербской и черногорской армиями. Был начальником штаба Верховного главнокомандования черногорской армии. Занимался разработкой операций черногорских войск. Однако из-за конфликта с королём Черногории Николой I был вынужден временно отойти от дел.
В 1915 году опять возвратился к работе в черногорском штабе. В 1919 году продолжил службу в королевской югославской армии.
Убит в 1920 году болгарскими националистами из ВМОРО.